# Nathaniel McKinney
Nathaniel McKinney (Nasáu, 19 de enero de 1982) es un atleta bahameño, especialista en la prueba de relevos 4x400 m, con la que ha logrado ser subcampeón mundial en 2005.

## Carrera deportiva
En el Mundial de París 2003 ganó la medalla de bronce en los relevos 4x400 metros.
Y dos años después, en el Mundial de Helsinki 2005 ganó la medalla de plata en los relevos 4x400 metros, con un tiempo de 2:57.32 segundos, tras los estadounidenses y por delante de los jamaicanos, siendo sus compañeros de equipo: Avard Moncur, Andrae Williams y Chris Brown.